# Doyers Street

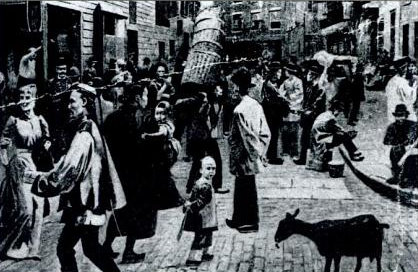
Doyers Street en una postal de 1898

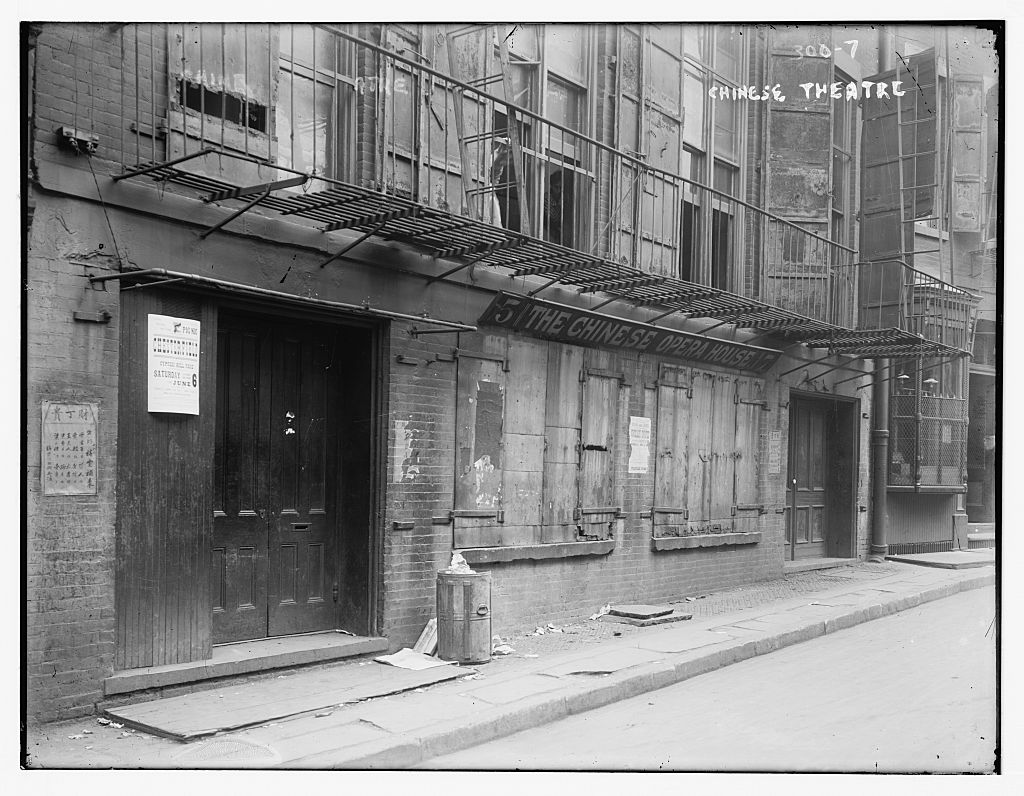
El primer teatro chino de la ciudad se abrió en Doyers Street

Doyers Street es una calle de 61 metros de largo ubicado en el barrio de Chinatown de Manhattan en Nueva York. Tiene una sola cuadra y una esquina cerrada en su medio. La calle corre al sur y luego al sureste desde Pell Street hasta el Bowery, Chatham Square, y Division Street. Doyers Street aloja varios restaurantes, barberías y peluquerías así como la oficina de Chinatown del Servicio Postal de los Estados Unidos. El Nom Wah Tea Parlor abrió en el 13 Doyers Street en 1920 y aún se encuentra en funcionamiento. Otros negocios de larga data incluyen Ting's Gift Shop en el 18 Doyers.

## Etimología
La calle está nombrada en honor de Hendrik Doyer, un inmigrante neerlandés del siglo XVIII que adquirió la propiedad que da al Bowery en 1791 y operó una destilería donde actualmente se ubica la oficina de correos así como la taberna Plough and Harrow cerca de la esquina con el Bowery.

## Sitios notables

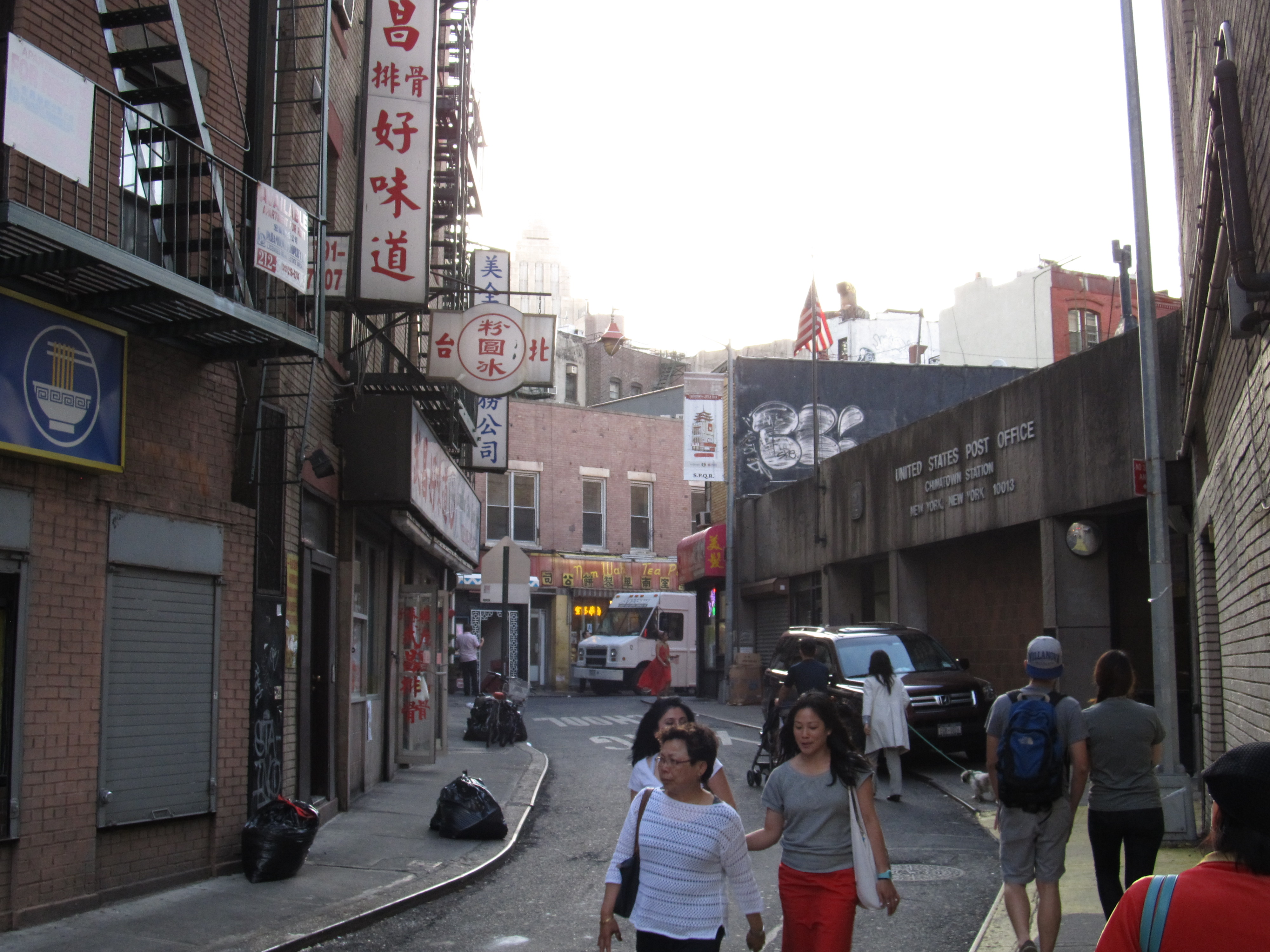
Vista de Doyers Street desde el Bowery con la oficina de correos a la derecha

Doyers Street sigue la antigua ruta de un tren. Desde 1893 a 1911, el edificio ubicado en 5–7 Doyers Street fue la sede del primer teatro chino en la ciudad de Nueva York. El teatro fue convertido en una misión de rescate para los sin hogar. En 1903, el teatro fue sitio de una campaña de acopio de fondos de la comunidad china para las víctimas judías de una masacre en Chisináu.
Nom Wah Tea Parlor, inaugurado en 1920, es el restaurante más antiguo que sigue en funcionamiento en Chinatown. El restaurante abrió primero en el 15 Doyers Street y luego se mudó al 13 Doyers en 1968.
Doyers Street, junto con Pell Street, alojan muchas barberías y salones de belleza. Las barberías atraen clientes, muchos de ellos chinos, desde lugares tan lejanos como Pensilvania y Massachusetts.

### Crímenes y tiroteos
A inicios del siglo, la esquina de la calle se hizo conocida como el "Bloody Angle" (esquina sangrienta) o "Murder Alley" (callejón del asesinato) debido a varios asesinatos entre las pandillas Tong de Chinatown que duró hasta los años 1930. Fueron usadas hachas frecuentemente, llevando a la creación de la expresión "hatchet man". En 1994, oficiales de la ley dijeron que más gente murió violentamente en el "Bloody Angle" que en cualquier otra esquina en los Estados Unidos. Un tiroteo en el Teatro Chino en 1905 tomó la vida de tres personas, cuando miembros de la Hip Sing Tong dispararon en miembros de la On Leong Tong. El tiroteo tuvo lugar en un momento en el que el teatro estaba lleno con 400 personas. En un incidente de 1909, dos miembros de la On Leong Tong fueron baleados, uno fatal, por miembros de la rival Four Brothers’ Society o See Sing Tong. El tiroteo llegó luego de que tres miembros de la Hip Sing Tong fueron ejecutados en Boston por el asesinato de un miembro de la On Leong tong.
Un número de viejos conventillos se encuentran en Doyers Street, que fueron objeto de incendios. En 1910, cuatro inquilinos murieron y cinco fueron heridos cuando el fuego devoró el edificio en el 15–17 Doyers. En 1939, un incendio en el mismo edificio, descrito por The New York Times como una "antigua madriguera de conejos," mató siete personas e hirió dieciséis. Apagar el incendio fue difícil debido a lo angosto de la calle y el alcalde Fiorello La Guardia dijo en la escena del incendio que algún día Chinatown debería ser derruida y reemplazada. Chuck Connors, un operativo de Tammany Hall y el jefe político de Chinatown en los primeros años del siglo, tenía su oficina principal en el Chatham Club ubicado en el 6 Doyers, donde Irving Berlin se presentaba. Ese sitio actualmente está ocupado por la oficina de correos.

## Uso
Escribiendo en American Mercury de H. L. Mencken en 1926, Herbert Asbury señaló que la calle no sirve ningún propósito lógico debido a que es un enlace entre Chatham Square, el Bowery, y Pell Street, que también conecta con el Bowery a unos pocos metros de Doyers. Él la llamó una "calle loca para la que nunca existió excusa alguna". El describió Doyers Street como el "centro neurálgico" de Chinatown debido al Teatro Chino y el Bloody Angle. Como las calles Doyers y Pell sólo son accesibles desde el sur por el Bowery y el tráfico de tanto Bowery y Doyers Street sólo puede ir hacia el sur a Chatham Square, Doyers Street tiene muy poco tráfico.
Para el 2011, la calle estaba ocupada por barberías, restaurantes, una oficina de correos y una agencia de empleo que sirve a inmigrantes recientes de todos lados. Como parte de un programa piloto en septiembre del 2017, el Patronato de Chinatown convirtió a Doyers Street a una vía peatonal durante el día por un mes. Los 30 metros de la calle entre el Bowery y la oficina de correos estarían disponibles para acceso comercial.